# 庭田幸子
庭田 幸子（にわた ゆきこ、明徳元年/元中7年（1390年） - 文安5年4月13日（1448年5月15日））は、室町時代の女性。初名は経子。女房名は今参局、二条局、南御方。院号は敷政門院。父は庭田経有、母は善照房（『尊卑分脈』では飛鳥井雅冬の娘とされるが、『看聞日記』ではその兄弟である飛鳥井雅家の娘であるとする記述がある）。

## 生涯
貞成親王の仕女であるが、親王の『看聞日記』をみるかぎり他に親王の妻に当たる女性はなく、事実上の正室格であった。ただし、当時の皇族では必ず正室を立てるものではなくなっており、彼女が貞成親王の子女のほとんどを生んだことから「妾」として遇されるようになり、彦仁王（後花園天皇）の生母となったことで正室としての待遇を受けるようになったとみられる。二男五女の母である。特に、後花園天皇（第126代天皇今上天皇ら今日の皇室の祖先）が第一男子、貞常親王（旧皇族11宮家の祖先）が第二男子であり、男系女性としては両系統の共通祖先にあたる。
幸子の叔母である杉殿（庭田資子）は崇光院の典侍となって貞成親王の父である栄仁親王を生んでいる。即ち、貞成親王は幸子の配偶者であると共に従甥にもあたる。この事から松薗斉は、庭田家が崇光院や伏見宮家など皇室に仕えるために早い時期に伏見に居を構えているため、幸子も伏見で生まれ育った可能性を指摘している。
貞成親王の日記『看聞日記』では、当初「今参局」と呼ばれ、その後応永26年1月10日に「二条局」へ改名。応永32年、栄仁親王仕女廊御方から伏見宮家の「宮中家務」を継承した。その後永享元年9月以前に「南御方」へ改称。
将軍足利義教とその室正親町三条尹子からの信頼が厚く、永享6年（1434年）3月16日、尹子の二品宣下と同時に従三位に叙任、この時に名を経子とする。文安元年（1444年）4月26日、准三后となり、幸子と改名。文安5年（1448年）3月4日に院号宣下、同年4月13日に59歳で薨去。
『看聞御記』の記述からは雙六は親王を度々負かすほどの腕前であったが、和歌は苦手であったことが窺える。また、親王のお供として御所周辺の寺社に出かけるだけではなく、洛中洛外の物詣に出かけたり、石山寺や長谷寺、伊勢神宮に参拝をしたり、親王の名代として足利義教夫妻と会見したりと活発な性格であったことが窺える。